# Хвостов, Олег
Олег Хвостов (родился 19 октября 1972 года в Ленинграде, СССР) — российский художник-примитивист.
Состоит в Союзе художников России с 2001 года, в товариществе «Свободная культура» — с 2004 года. Живёт и работает в Санкт-Петербурге.

## Биография

### Ранние годы
Олег Хвостов родился в Ленинграде в 1972 году и в детстве жил на Народной улице в Весёлом посёлке. Школьное увлечение карикатурами на одноклассников и учителей обернулось интересом к живописи, когда увлекавшийся культурой хиппи одноклассник познакомил Олега с творчеством Николая Рериха. Хвостов начал посещать студию изобразительного искусства на Лиговском проспекте и ближе узнал классическую русскую живопись Ильи Репина, Ивана Шишкина, Ивана Крамского.
После школы Хвостова призвали в Краснознамённый Северный флот. Ему повезло служить в штабе флота в Североморске Мурманской области, где руководство уделяло большое внимание культурному досугу моряков. Во флотской изостудии он впервые увидел работы Пабло Пикассо, Анри Матисса, Александра Родченко, узнал о модернизме и русском авангарде.
Вернувшись со службы в 1993 году, продолжил занятия в изостудии и прошёл подготовительные курсы факультета архитектуры Института имени Репина Российской академии художеств, но получению высшего художественного образования предпочёл практический опыт.

### Начало творческого пути, 1993—1997
В начале 90-х годов в облюбовавших пространство вокруг ограды сада на площади Островского художниках Хвостов видел новый образ творческой свободы. Он переехал в сквот на улице Константина Заслонова и организовал там свою первую мастерскую.
Характерными особенностями раннего творчества Хвостова стали последовательная обработка сюжетов и художественных приёмов, эксперименты с материалами. Для серии «Цветовые таблицы» он полтора года раскрашивал плоскости геометрических объектов по алгоритму, оттачивая технику. В качестве самообучения Олег начал рисовать автопортреты, заканчивая по несколько за день, и в последующие годы эта серия выросла до нескольких тысяч работ. Другой частью обучения стала художественная переработка картин известных мастеров, которую Хвостов выполнял в собственной технике.
В 1997 году Хвостов показал фотографии своих работ кураторам расположенной на Литейном проспекте Санкт-Петербурга галереи «Борей», а те представили их на летней выставке. Там на него обратили внимание местные знаменитости — Владимир Козин и Вадим Флягин из творческого объединения «Новые тупые».

### «Новые тупые», 1998—2001

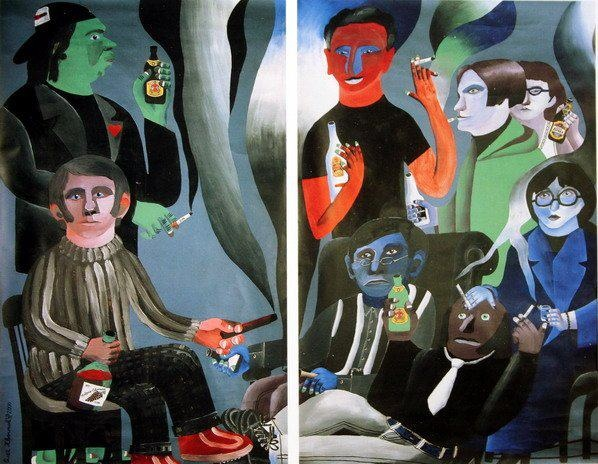
Групповой портрет Товарищества «Новые тупые», бумага, темпера, коллаж, 2000 год

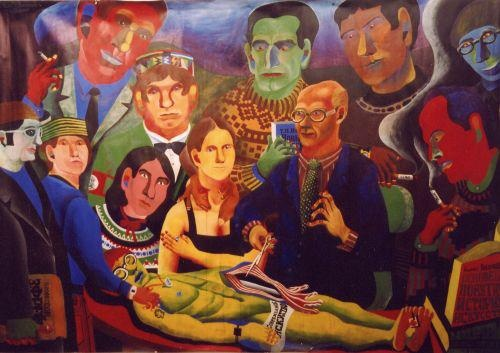
Урок анатомии, бумага, акрил, 2000 год

Знакомство художников состоялось немного позднее, а в 1998 году Хвостов вошел в число «Новых тупых». «Тупые» следовали принципам раннего футуризма и дадаизма и предпочитали живописи, скульптуре и инсталляциям акционное искусство и перфоманс. Олег принимал участие во многих арт-проектах «Тупых», и продолжал заниматься живописью, а его примитивистский художественный стиль гармонично сочетался с идеями творческого объединения.
Известность «Новых тупых» сделала художника более заметным в творческой среде. Благодаря «Новым тупым» он встретил искусствоведов Глеба Ершова и Андрея Клюканова, работавших в расположившейся во дворах между Лиговским проспектом и Пушкинской улицей галерее «Navicula Artis». Они в 1999 году провели его первую персональную выставку «Автопортреты — 200+1», представив часть написанной художником серии.
В 2000 году Хвостов перешёл к полотнам крупного формата и работе эмульсионными красками по бумаге. Первой моделью стал лидер «Новых тупых» Вадим Флягин, за ним последовала юмористическая серия «Портреты кураторов», героями которой стали заметные арт-критики Петербурга и сотрудники галерей. Эта работа принесла Хвостову заказ на многофигурный портрет к юбилею «Ленинградского Клуба Искусствоведов», основанного Иваном Дмитриевичем Чечотом. За основу полотна художник взял «Урок анатомии доктора Тульпа» кисти Рембрандта, представив живописный труп «телом искусства», которое препарируют Чечот и его ученики.
В 2001 году пути Хвостова и «Новых тупых» разошлись. Олег покинул товарищество в статусе почётного члена и сосредоточился на живописи.

### Санкт-Петербург, 2000—2005
В первой половине 2000 годов Хвостов выработал собственную технику — использование штабелей картонных коробок в качестве разборного «холста». Его первая серия на картонных коробках была представлена в сентябре 2000 года в выставочном пространстве «Полигон» на территории арт-центра «Пушкинская, 10». В проект, названный «Мемориал вождей», вошли портреты Леонида Брежнева, Адольфа Гитлера, Владимира Ленина, Мэрилин Монро, Петра Первого, Иосифа Сталина, Имама Хомейни, Иисуса Христа, Мао Цзэдуна и Эрнесто Че Гевары; а центральной фигурой серии стал Владимир Путин.
«Мемориал вождей» был высоко оценён арт-сообществом. Во-первых, он принёс Хвостову почётную премию «Пропилеи» журнала «Новый мир искусства» и звание «Художника 2000 года». Во-вторых, на выставке в Музее нонконформистского искусства «Мемориал» привлёк внимание московского галериста Марата Гельмана, задумавшего представить на ежегодной арт-ярмарке «Арт-Москва» отдельный петербургский проект.

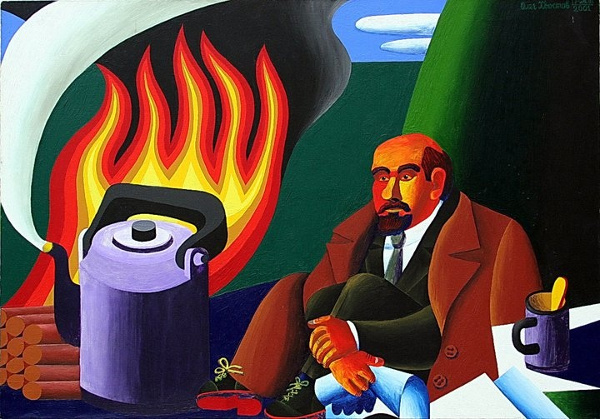
Ленин в подполье, холст, акрил, 2001 год

В мае 2001 года была завершена работа над серией «Новая Лениниана», в которой Хвостов представил вождя Октябрьской революции в образах, созданных народным творчеством. В своей абсурдной лениниане он обыграл сюжеты Исаака Бродского, Аркадия Рылова и Кукрыниксов, сделав её героями Наполеона Бонапарта, Сталина и Гитлера, роботизированную Венеру Милосскую, римского императора Нерона, теплоход «Титаник» и самого себя. «Новая Лениниана» была представлена на выставке, организованной галереей «Navicula Artis» и арт-центром «Пушкинская, 10» в музейном комплексе «Шалаш» в Сестрорецком разливе.
В 2003 году Хвостов получил конкурсный грант фонда культуры и искусства «Про Арте» на выполнение выставочного проекта в Государственном музее истории Санкт-Петербурга. Его работы стали составной частью экспозиции «Паспорт» — части выставочного проекта «Штучки», организованной фондом и музеем по инициативе историка Льва Лурье и при поддержке Фонда Форда с целью познакомить горожан с повседневными предметами прошлого из музейных фондов Петербурга, поместив их в одном пространстве с современным искусством. На выставке, состоявшейся в марте, были представлены три документа разного времени: вид на жительство в Петербурге, выписанный гражданину Саксонии в 1838 году, паспорт гражданки Соколовой, выданный 5-м отделением РКМ в 1939 году, и паспорт образца 1904 года. Для «Паспорта» Хвостов по словесным описаниям обладателей документов написал три живописных портрета.
С января 2000 года по январь 2001-го он продолжал работу над серией автопортретов для новой выставки, организованной Александром Флоренским в галерее «Митьки-Вхутемас». Выставка была озаглавлена «1000 Автопортретов», но художник написал дополнительную работу, которую передал Дмитрию Шагину для включения в постоянное собрание галереи. К 2003 году число автопортретов достигло трёх тысяч, и галерея «Борей» приурочила соответствующую выставку к празднованию трёхсотлетия Санкт-Петербурга. В 2005 году часть автопортретов вошла в экспозицию «Человеческий проект», которую Государственный центр современного искусства представил в рамках специальной программы Московской биеннале современного искусства.
Кроме того, в 2001 году Хвостов принял участие в Тиранской биеннале современного искусства, организованной в Албании издателем художественного журнала Flash Art Жанкарло Полити и искусствоведом Хеленой Контовой.

### Сотрудничество с Галереей Марата Гельмана, 2005—2006

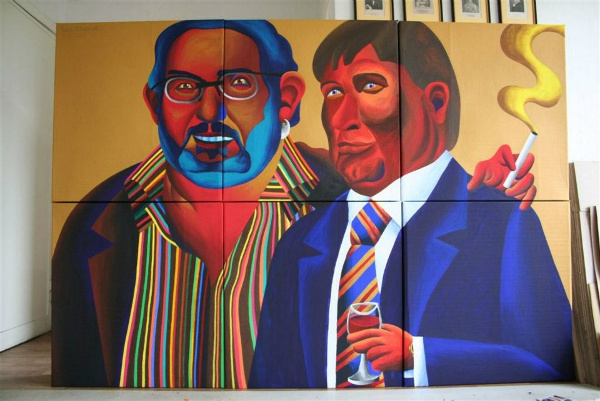
Гельман и Бондаренко, картонные коробки, темпера, акрил, 2006 год

Знакомство Хвостова и Марата Гельмана после выставки «Мемориала вождей» завершилось подписанием контракта с Галереей Гельмана и переездом художника в Москву. В рамках сотрудничества с галереей Хвостов принял участие в проекте «Питерские» на «Арт-Москве» 2005 года и получил стипендию Фонда содействия современному искусству Марата Гельмана. За год в московской студии художник завершил два проекта: масштабную модель Московского Кремля из картонных коробок и художественное переосмысление «Венеры Урбинской» кисти Тициана, также написанную на картонных коробках и разбиравшуюся на блоки. Однако выставка в Галерее Гельмана не состоялась, и в 2006 году Олег вернулся в Санкт-Петербург.
В январе 2007 года «Венера» Хвостова стала частью экспозиции «Оттепель» в Мраморном дворце Государственного Русского музея. Посвящённая пятнадцатилетию Галереи Гельмана выставка стала продолжением постоянной экспозиции из 70 картин современных российских художников, переданных Гельманом в дар музею в 2001 году.

### Сотрудничество с Гридчинхоллом, 2009—2012

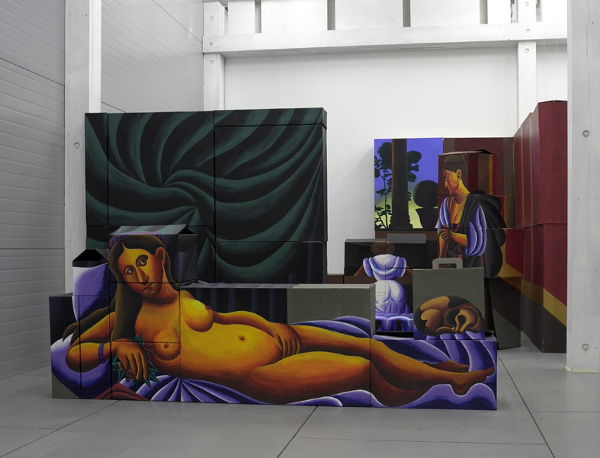
Венера Урбинская (по Тициану), инсталляция, картонные коробки, акрил, 2006 год

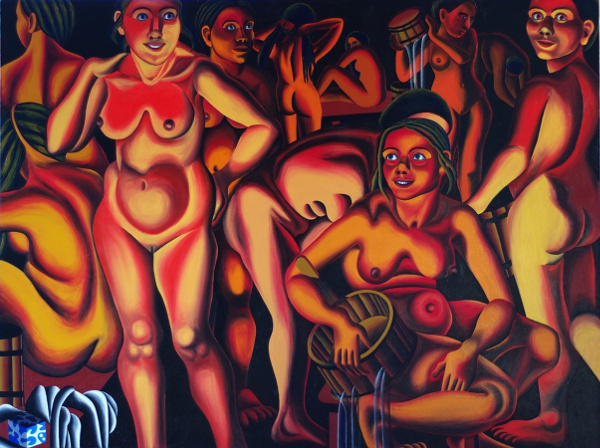
Баня (ремейк «Бани» Зинаиды Серебряковой), холст, масло, 2010 год

Спустя три года Хвостов снова переехал в Москву, приняв приглашение галериста и коллекционера Сергея Гридчина. Он поселился в подмосковной арт-резиденции «Гридчинхолл» и почти год работал над новым творческим проектом. В декабре 2010 года остоялась выставка «Абсолютное искусство», на которой Олег представил созданные за время сотрудничества с Гельманом «Кремль» и «Венеру» и новые работы. Центральной темой выставки стали сельские пейзажи, вдохновлённые природой Подмосковьем и около 40 художественных интерпретаций классической живописи от Леонардо да Винчи и Тициана Вечеллио до Жюля Дюпре, Ореста Кипренского и Зинаиды Серебряковой. К этому моменту окончательно сформировался художественный стиль Хвостова-примитивиста. Кроме того, в этот период в визуальный язык художника вошли коровы, которых тот впервые увидел вблизи во время купания в Шереметьевских прудах возле села Уборы Московской области.
Летом 2011 года Хвостов и Гридчин передали картонный «Кремль» телеканалу «Дождь». Инсталляция служила декорациями телепередачи «Министерство Культуры», планировалось, что работа войдёт в собрание Московского музея современного искусства.
Во время процесса над участницами панк-группы Pussy Riot в 2012 году Хвостов вместе с другими деятелями искусства и культуры выступал в поддержку группы. Он оставил свою подпись под открытым письмом в поддержку участниц Pussy Riot и против навязывания государством представлений о современном искусстве, участвовал в передвижной выставке Party Riot Bus. В презентованный на московском «Винзаводе» в августе 2012 года многостраничный альбом «Искусство на баррикадах» вошел портрет Надежды Толоконниковой, написанный Олегом на картоне.

### Санкт-Петербург, 2012—2015

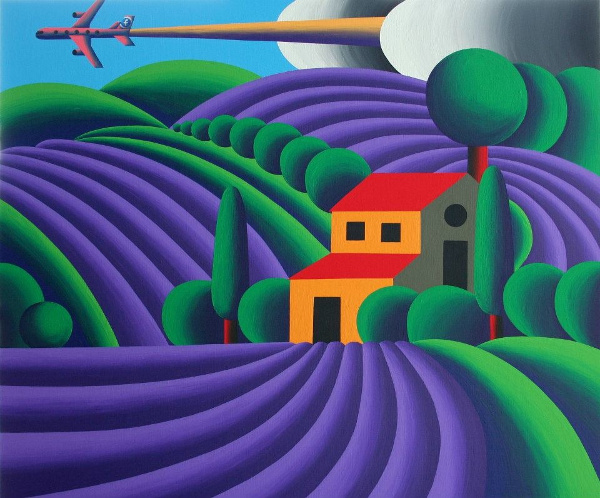
Прованский пейзаж, холст, акрил, 2012 год

После возвращения из «Гридчинхолла» Хвостов арендовал мастерскую на территории бывшего завода «Красный треугольник» и начал работу над новой серией пейзажей. Четырнадцатого февраля 2013 года он представил новые работы в серии «Похоть» на выставке в галерее AL Gallery. Спустя год Хвостов наконец организовал выставку у Марата Гельмана: та же серия пейзажей была представлена с новой задумкой в галерее «Культурный Альянс» в Центре современного искусства «Винзавод» под ироничным названием «Лавандос», отсылающим к лавандовым полям Прованса.
В октябре 2013 года картины Хвостова были представлены на международной ярмарке современного искусства SWAB Barcelona, в ноябре — на стенде AL Gallery на художественной ярмарке Contemporary Istanbul 2013. В феврале 2014 года «Новая Лениниана» Хвостова повторно выставлялась в Разливе на юбилейной выставке «90», посвящённой дню памяти Владимира Ленина. В завершающий день мероприятия художник торжественно передал все восемь работ серии в дар музейному комплексу «Шалаш».
На декабрь 2015 года и январь 2016-го у художника запланирована выставка в «Гридчинхолле». В неё должны войти новые работы, написанные в 2014 и 2015 годах.

## Художественный стиль
Пользуюсь случаем сказать, что продолжаю считать его одним из самых интересных в Питере, и жаль, что в своё время у нас не сложилосьМарат Гельман
Все исследователи творчества Хвостова отмечали роль самообразования в формировании его собственного художественного стиля. Художник и куратор, заместитель директора Музея современного искусства СПбГУ имени Дягилева Дмитрий Пиликин и художественный критик, историк искусства и преподаватель Факультета искусств Московского Государственного Университета Андрей Ковалёв сходятся во мнении, что отстутствие у Хвостова художественного образования избавило его работы от формальных рамок жанров и следования канонам в живописи.
Материал для копирования Хвостова — «Маха обнаженная» Франсиско Гойи, «Венера Урбинская» Тициана, «Спящая Венера» Джорджоне, «Сикстинская мадонна» Рафаэля, «Изгнание из рая» Мазаччо, «Бегство в Египет» Рембрандта, «Похищение Европы» Клода Лоррена, «Корабельная роща» Ивана Шишкина, «Бедная Лиза» Ореста Кипренского, портреты Дмитрия Левицкого, «Музыка» Анри Матисса и «Черный квадрат» Казимира Малевича. Этот выбор отдельно отмечала ведущий научный сотрудник Отдела новейших течений Государственного Русского музея, художественный критик и куратор Екатерина Андреева, характеризуя Хвостова как «абсурдистского примитивиста музейной эрмитажной культуры».
Андреева считает, что гармоничному сотрудничеству Хвостова и других «Новых Тупых» способствовало наследование Хвостовым традиций ленинградского некрореализма 80-х годов: обе творческие группы выросли из движения «Новых художников».
Нет, натурщика найти не трудно, но самого себя рисовать проще. Ты самый послушный и неутомимый натурщик и есть. Узкие рамки позволяют зацикливаться на одном объекте, изучать его психологию.
Среди сквозных тем в творчестве Хвостова отдельно представлены портреты и автопортреты; лавандовые пейзажи, заимствованные из творчества импрессионистов и постимпрессионистов. Особенности портретной живописи Хвостова отмечал художественный критик и куратор, преподаватель Факультета свободных искусств и наук Санкт-Петербургского государственного университета Станислав Савицкий в очерке на выставку «Абсолютная живопись». В ремейках классической живописи и тотальной серии автопортретов искусствовед усмотрел общность геометрических форм, на основании чего предположил, что любой портрет Хвостова в той или иной степени является автопортретом способом поиска самого себя. Пиликин среди портретов Хвостова отметил в качестве сквозного жанра изображения деятелей политики и общества, религии и массового искусства, в которых художник видит дух своего времени.
Во введении к интервью для интернет-журнала «Богемный Петербург» поэт и художник Ирина Дудина представляла Хвостова читателям и отмечала характерные особенности его полотен: синие и зелёные лица, по-петербургски утончнный примитивизм и авангардистский нахрап. Ведущий научный сотрудник отдела Новейших течений Государственного Русского музея Антон Успенский сравнил манеру рисования Хвостова с базовым инструментом Adobe Photoshop — градиентом, с помощью которого художник заполняет холст геометрическими формами. А Пиликин добавил к списку важных элементов визуального языка художника самолёты и коров, появившихся на картинах после года в «Гридчинхолле». Иногда коровы становятся главными героями картин, иногда остаются частью пейзажа.

## Избранные выставки

### Персональные выставки
- 1999 — «Автопортреты — 200+1», галерея Navicula Artis, Санкт-Петербург
- 2000 — «Живопись в полный рост», арт-центр «Пушкинская, 10», Санкт-Петербург
- 2000 — «Мемориал вождей», арт-центр «Пушкинская, 10», Санкт-Петербург
- 2001 — «1000 автопортретов», творческий центр «Митьки-Вхутемас», Санкт-Петербург
- 2001—2002 — «Новая лениниана», мемориальный комплекс «Шалаш», Ленинградская область
- 2003 — «3000 автопортретов», галерея «Борей», Санкт-Петербург
- 2004 — «История создания одного портрета», творческий центр «Митьки-Вхутемас», Санкт-Петербург
- 2004 — «Зов предков», культурный центр Замок Инстербург", Черняховск, Калининградская область
- 2004 — «Родился я с любовию к искусству», галерея Navicula Artis, Санкт-Петербург
- 2007 — «Живопись Олега Хвостова», галерея искусств Asa-Art, Санкт-Петербург
- 2010 — «Инстинкт пейзажа», Государственный центр современного искусства, Санкт-Петербург
- 2010 — «Абсолютная живопись», «Гридчинхолл», Московская область
- 2013 — «Похоть», AL Gallery, Санкт-Петербург
- 2014 — Lavandos, «Культурный Альянс», Москва
- 2015 — COSMOSCOWS, «Гридчинхолл», Московская область

### Групповые выставки
- 2000 — «Новый петербургский экспрессионизм», Музей нонконформистского искусства, Санкт-Петербург
- 2001 — «Тиранская биеннале современного искусства», Тирана, Албания
- 2002 — «Давай! Davaj!», Postfuhramt[нем.], Берлин; Австрийский музей прикладного искусства, Вена
- 2003 — «Паспорт», выставочный зал фонда культуры и искусства «Про Арте», Санкт-Петербург
- 2005 — 1-я Московская биеннале современного искусства, Центральный дом художника, Москва
- 2005 — «Питерские» (в рамках ярмарки современного искусства «Арт-Москва»), Центральный дом художника, Москва
- 2005 — «Портрет лица» (проект Галереи Марата Гельмана), галерея «М’АРС», Москва
- 2006 — «Коллаж в России — XX век», Государственный Русский музей, Санкт-Петербург
- 2006 — Презентация Фонда содействия современному искусству Марата Гельмана, Центр современного дизайна ARTPLAY, Москва
- 2007 — «Оттепель», Государственный Русский музей, Санкт-Петербург
- 2009 — «Ленин от А до Я», Музей политической истории России, Санкт-Петербург
- 2009 — «Сталин» — Музей политической истории России, Санкт-Петербург
- 2009 — «Хрущёв + Брежнев + …», Музей политической истории России, Санкт-Петербург
- 2009 — «Искусство про искусство» — Государственный Русский музей, Санкт-Петербург
- 2009 — «Русская красота» — Государственный центр современного искусства, Москва; арт-центр «Красный треугольник», Санкт-Петербург
- 2013 — «Navicula Artis 1992—2012. Найдено в Петербурге» — галерея «Культпросвет», Москва[43]

### Коллекции и аукционы
Работы художника представлены в собраниях Галереи Марата Гельмана, «Гридчинхолла» и частных коллекциях. Картины, входящие в коллекцию омского предпринимателя Олега Усачёва выставлялись в Барнауле, Красноярске, Новокузнецке, Новосибирске, Омске, Томске, Тюмени, Уфе и других сибирских городах в рамках выставки «Личная история», проходившей в 2012 и 2013 годах.
С российского аукциона Vladey уходили работы из серий «Абсолютная живопись» и «Похоть». Среди других публичных сделок продажи со стенда «Гридчинхолла» на ярмарке Art Space Event.

### Сноски
1. 1 2  Николай Конохин. Художники и поэты обзавелись премией в 3600 долл. Art-info // Арт-Питер (20 октября 2000). Дата обращения: 4 ноября 2015. Архивировано 22 декабря 2015 года.
2. 1 2 3  Николай Конохин. Выставка автопортретов О. Хвостова. Museum.ru (4 февраля 2001). Дата обращения: 4 ноября 2015. Архивировано 22 декабря 2015 года.
3. 1 2 3  Биография Олега Хвостова на сайте Gif.ru. Дата обращения: 4 ноября 2015. Архивировано 4 августа 2015 года.
4. 1 2 3 4 5 6 7  Дмитрий Пиликин. Олег Хвостов: из-под глыб // Олег Хвостов, каталог. — М. : СканРус, 2015. — С. 9-13. — 183 с. — ISBN 978-5-4350-0096-2.
5. ↑  На выставке Олега Хвостова предстанет картонный Кремль. Бета Пресс (23 декабря 2010). Дата обращения: 4 ноября 2015. Архивировано 22 декабря 2015 года.
6. 1 2  Андрей Ковалёв. Лихие 90-е и «Новые тупые» // Олег Хвостов, каталог. — М. : СканРус, 2015. — С. 56. — 183 с. — ISBN 978-5-4350-0096-2.
7. 1 2  Екатерина Андреева. Олег Хвостов: искусство в странах БРИКС // Олег Хвостов, каталог. — М. : СканРус, 2015. — С. 7-8. — 183 с. — ISBN 978-5-4350-0096-2.
8. ↑  Николай Конохин. «Мемориал вождей» возглавил человек в спортивном кимоно. Art-info // Арт-Питер (15 сентября 2000). Дата обращения: 4 ноября 2015. Архивировано 22 декабря 2015 года.
9. ↑  Андрей Вейрман. Искусство путинописи. Политический журналъ (4 июня 2006). Дата обращения: 4 ноября 2015. Архивировано из оригинала 22 декабря 2015 года.
10. ↑  Открытие выставочного сезона в арт-центре "Пушкинская-10". Museum.ru (12 сентября 2009). Дата обращения: 4 ноября 2015. Архивировано 22 декабря 2015 года.
11. ↑  Евгений Майзель. Искусство под пикник. Художественный журнал (2001). Дата обращения: 4 ноября 2015. Архивировано 22 декабря 2015 года.
12. ↑  Чудесный мир обыденных предметов. Museum.ru (14 марта 2003). Дата обращения: 4 ноября 2015. Архивировано 22 декабря 2015 года.
13. ↑  В Петропавловской крепости завтра откроется выставка "Паспорт". Росбалт (13 марта 2003). Дата обращения: 4 ноября 2015. Архивировано 22 декабря 2015 года.
14. ↑  В Петропавловской крепости ввели паспортный режим. Коммерсантъ (18 марта 2003). Дата обращения: 4 ноября 2015. Архивировано 22 декабря 2015 года.
15. ↑  Наталья Сиверина. Аристократические штучки. Коммерсантъ (23 мая 2003). Дата обращения: 4 ноября 2015. Архивировано 22 декабря 2015 года.
16. ↑  «Человеческий проект» в рамках Мосбиеннале. Gif.ru (13 декабря 2004). Дата обращения: 4 ноября 2015. Архивировано 22 декабря 2015 года.
17. ↑  Биография Олега Хвостова на сайте Гридчинхолла. Дата обращения: 5 ноября 2015. Архивировано из оригинала 26 сентября 2015 года.
18. ↑  Ежегодная Международная художественная ярмарка "Арт Москва". Museum.ru (24 мая 2005). Дата обращения: 4 ноября 2015. Архивировано 22 декабря 2015 года.
19. ↑  Художников поддержат инвестициями. Gif.ru (27 марта 2006). Дата обращения: 4 ноября 2015. Архивировано 22 декабря 2015 года.
20. ↑  «Культурный Альянс. Проект Марата Гельмана». Событие: Lavandos, Олег Хвостов. Центр современного искусства «Винзавод». Дата обращения: 4 ноября 2015. Архивировано из оригинала 22 декабря 2015 года.
21. ↑  Один гламур и никакого дискурса. Газета.ru (26 января 2007). Дата обращения: 4 ноября 2015. Архивировано 22 декабря 2015 года.
22. ↑  Галерея Гельмана отмечает день рождения в Русском музее. Polit.ru (25 января 2007). Дата обращения: 4 ноября 2015. Архивировано 22 декабря 2015 года.
23. ↑  Информация о выставке «Оттепель» на сайте Государственного Русского музея. Дата обращения: 4 ноября 2015. Архивировано из оригинала 22 декабря 2015 года.
24. ↑  Elena Sorokina. Visit the modern art dacha. The Moscow News (14 апреля 2011). Дата обращения: 4 ноября 2015. Архивировано 15 июля 2015 года.
25. ↑  Рецензия на выставку «Абсолютная живопись» на сайте [[Афиша (журнал)|Афиши]] (6 ноября 2010). Дата обращения: 4 ноября 2015. Архивировано 22 декабря 2015 года.
26. ↑  Гридчинхолл передает «Кремль» телеканалу «Дождь». Дождь (20 июня 2011). Дата обращения: 6 ноября 2015. Архивировано 11 апреля 2016 года.
27. ↑  Публикация на странице «Гридчинхолла» в социальной сети Facebook, посвященная передаче картонного «Кремля» Московскому музею современного искусства (26 декабря 2013). Дата обращения: 6 ноября 2015.
28. ↑  Представители художественной общественности России обратились с открытым письмом в поддержку участниц Pussy Riot. Независимая газета (11 августа 2012). Дата обращения: 4 ноября 2015. Архивировано из оригинала 22 декабря 2015 года.
29. ↑  Автобусный арт-пробег за Pussy Riot проедет по Садовому. OpenSpace.ru (30 марта 2012). Дата обращения: 4 ноября 2015. Архивировано 22 декабря 2015 года.
30. ↑  На Винзаводе презентовали фотоальбом о Pussy Riot. Фоторепортаж. Ридус (12 августа 2012). Дата обращения: 4 ноября 2015. Архивировано 22 декабря 2015 года.
31. ↑  Биография Олега Хвостова на сайте галереи AL Gallery. Дата обращения: 5 ноября 2015. Архивировано 22 декабря 2015 года.
32. ↑  Культурная неделя: об эросе, природе и саентологии. BaltInfo.ru (11 февраля 2013). Дата обращения: 4 ноября 2015. Архивировано 22 декабря 2015 года.
33. ↑  Информационный лист ярмарки современного искусства SWAB Barcelona. (3 октября 2013). Дата обращения: 4 ноября 2015. Архивировано из оригинала 4 марта 2016 года.
34. ↑  Tatiana Martyanova. How contemporary is Istanbul? Flash Art Magazine (18 ноября 2013). Дата обращения: 4 ноября 2015. Архивировано 22 декабря 2015 года.
35. ↑  «Новая Лениниана» осталась в музейном комплекс в Разливе. Официальный сайт Администрации Санкт-Петербурга (17 февраля 2014). Дата обращения: 4 ноября 2015. Архивировано 22 декабря 2015 года.
36. ↑  Музей "вождя мирового пролетариата" в Разливе обзавелся "Новой Ленинианой". Regnum (28 февраля 2014). Дата обращения: 4 ноября 2015. Архивировано 22 декабря 2015 года.
37. ↑  Анонс выставки Олега Хвостова «Cosmos Cows» на сайте «Гридчинхолла». Дата обращения: 4 ноября 2015. Архивировано из оригинала 22 декабря 2015 года.
38. ↑  Марат Гельман. Питерский художник Олег Хвостов - портрет Нади Толокно. Живой Журнал (27 марта 2012). Дата обращения: 4 ноября 2015.
39. 1 2  Ирина Дудина. Олег Хвостов. Богемный Петербург. Дата обращения: 4 ноября 2015. Архивировано 22 декабря 2015 года.
40. ↑  Станислав Савицкий. 14 февраля - 10 марта 2013 в AL Gallery (СПб, Невский, 64) выставка Олега Хвостова "Похоть". Art-info // Арт-Питер (20 октября 2000). Дата обращения: 4 ноября 2015. Архивировано 4 марта 2016 года.
41. ↑  Антон Успенский. Хвостовский промысел // Диалог искусств. — 2015. — № 5.
42. ↑  Олег Хвостов, каталог, 2015, с. 14-146.
43. ↑  Дарья Атлас. Искусство: главное за неделю. Colta.ru (15 января 2013). Дата обращения: 22 ноября 2015. Архивировано 22 декабря 2015 года.
44. ↑  Кого купить. Private banking and wealth management (21 августа 2013). Дата обращения: 4 ноября 2015. Архивировано 22 декабря 2015 года.
45. ↑  Яна Иванченко. В гостях: Современное искусство в резиденции Гридчинхолл. houzz (29 июля 2015). Дата обращения: 4 ноября 2015. Архивировано 22 декабря 2015 года.
46. ↑  Гульнара Данилова. "Личную историю" показали в картинах. Российская газета (9 февраля 2013). Дата обращения: 4 ноября 2015. Архивировано 22 декабря 2015 года.
47. ↑  В Омске пройдёт масштабная выставка современного искусства. Аргументы и факты (20 февраля 2012). Дата обращения: 4 ноября 2015. Архивировано 22 декабря 2015 года.
48. ↑  Работы омских художников увидят в других российских городах. БезФормата.ru (24 февраля 2012). Дата обращения: 4 ноября 2015. Архивировано 22 декабря 2015 года.
49. ↑  Список картин Олега Хвостова, проданных на аукционах на сайте Artprice.com. Дата обращения: 24 ноября 2015. Архивировано 22 декабря 2015 года.
50. ↑  Профиль Олега Хвостова на сайте MutualArt.com. Дата обращения: 4 ноября 2015. Архивировано 22 декабря 2015 года.
51. ↑  Валентин Дъяконов. Галеристы поработали в выходные. Коммерсантъ (27 мая 2013). Дата обращения: 4 ноября 2015. Архивировано 22 декабря 2015 года.
52. ↑  Павел Герасименко. Осень аукциониста. Art1.ru (21 октября 2013). Дата обращения: 4 ноября 2015. Архивировано 22 декабря 2015 года.

### Издания
- Надежда Аванесова, Светлана Гридчина, Екатерина Андреева, Андрей Ковалёв, Дмитрий Пиликин. Олег Хвостов, каталог. — М.: СканРус, 2015. — 183 с. — 700 экз. — ISBN 978-5-4350-0096-2.